# یواس‌اس آکسفورد (ای‌پی‌ای-۱۸۹)
یواس‌اس آکسفورد (ای‌پی‌ای-۱۸۹) (به انگلیسی: USS Oxford (APA-189)) یک کشتی بود که طول آن ۴۵۵ فوت ۰ اینچ (۱۳۸٫۶۸ متر) بود. این کشتی در سال ۱۹۴۴ ساخته شد.